# Мортимер, Сара
Сара Мортимер (англ. Sarah Mortimer; род. 1979) — британский историк, специалист по интеллектуальной, религиозной и политической истории в Раннее Новое время.
Доктор философии и профессор Оксфорда.
Лауреат Morris D. Forkosch Prize (2010).
Окончила Оксфорд (бакалавр искусств; изучала историю в Нью-колледже, куда вернется и для работы над докторской) и там же получила степень доктора философии по истории (2007); провела год в Гарварде. Затем исследовательский феллоу в кембриджском колледже Гонвилл-энд-Киз. С 2009 года тьютор Крайст-черч.
Специалист по интеллектуальной, религиозной и политической истории в Раннее Новое время. В особенности её интересует развитие и влияние гетеродоксальных религиозных и политических идей в протестантском мире. 
Автор оксфордского сайта Impact of the Reformation.
Публиковалась в JHI, History Today, Reviews in History.
Автор Reason and Religion in the English Revolution: The Challenge of Socinianism (Cambridge, 2010) {Рец.} — её первая книга, удостоится Forkosch prize, и Reformation, Resistance, and Reason of State (1517—1625) (Oxford University Press, 2021) {Рец.: , } — первой книги в серии The Oxford History of Political Thought. Соредактор, совместно с Джоном Робертсоном, The Intellectual Consequences of Religious Heterodoxy in Europe (Brill, 2011).